# Лаціо (футбольний клуб)
«Ла́ціо» (італ. Società Sportiva Lazio) — італійський професійний футбольний клуб зі столиці Риму. Заснований 1900 року. Виступає в «Серії A» і більшу частину своєї історії провело у вищому рівні італійського футболу. «Лаціо» двічі ставав чемпіоном Італії (1974 і 2000), сім разів вигравав Кубок Італії, тричі Суперкубок Італії, а також Кубок володарів кубків УЄФА та Суперкубок УЄФА по одному разу.
Першого великого успіху клуб досяг у 1958 році, вигравши національний кубок. У 1974 році клуб вперше став чемпіоном Серії A. 1990-ті роки були найуспішнішим періодом в історії «Лаціо»: команда дійшла до фіналу Кубка УЄФА в 1998 році, виграла Кубок володарів кубків УЄФА та Суперкубок УЄФА в 1999 році, а також стала чемпіоном Італії в 2000 році. Через важку економічну кризу 2002 року, яка змусила президента Серджо Краньйотті піти з клубу разом із кількома зірковими гравцями, які були продані, успіх Лаціо в лізі знизився. Незважаючи на менші кошти, клуб з тих пір виграв чотири титули Кубка Італії; у 2004, 2009, 2013 та 2019 роках. Нинішній президент Клаудіо Лотіто очолив клуб у 2004 році, заповнивши вакуум, який існував після відходу Краньйотті.
Традиційні кольори форми «Лаціо» — блакитні футболки, білі шорти та білі гетри, кольори символізують стародавню грецьку спадщину Риму. Блакитні гетри також були взаємозамінними як домашні кольори. Домашні матчі приймає на стадіоні «Олімпійському» в Римі, що вміщує 70 634 глядачів, який вони ділять з «Ромою». «Лаціо» має давнє суперництво з «Ромою», з якою вони грають у «Римському дербі» (італ. Derby della Capitale, Derby di Roma) з 1929 року.

## Історія
Спортивний клуб «Лаціо» (італ. Societa Podistica Lazio, в 1925 році перейменований на італ. Societa Sportiva Lazio) був створений 9 січня 1900 року в римському районі Праті групою з дев'яти місцевих жителів. У перші роки в клубі культивувався лише футбол, а інші види спорту значилися більше для проформи.

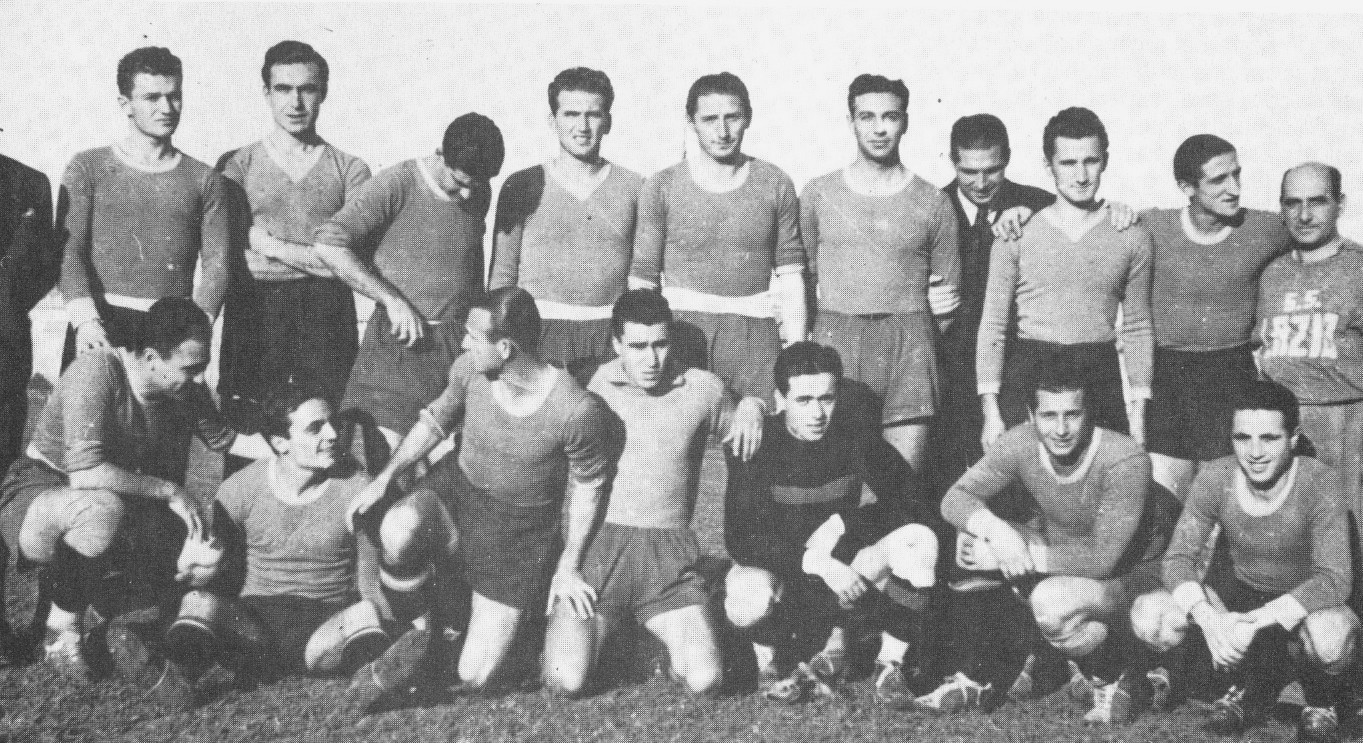
«Лаціо» у 1939 році

«Лаціо» одразу ж став одним з футбольних лідерів Риму, виграючи дрібні місцеві турніри та поступово прогресуючи до загальнонаціональних змагань. З 1926 року команда виступала в елітному італійському чемпіонаті — Національному дивізіоні, а через три роки стала одним з учасників першого сезону Серії А. Коли в 1927 році з ініціативи лідерів фашистської партії всі римські клуби стали примусово об'єднувати в єдину міську команду, «Лаціо» вдалося відстояти право на своє окреме існування. Багато в чому це трапилося завдяки генералу міліції Джорджіо Ваккаро, який на той час займав пост віце-президента клубу.
Перші сезони в новоствореній Серії А особливої слави «орлам» не принесли. Команда рік за роком фінішувала у середині турнірної таблиці, за рідкісними винятками. Наприклад, друге місце в сезоні 1936-37 році чи четверте в 1939-40 і 1941-42.
На відміну від тієї ж «Роми», яка після Другої світової війни здала свої позиції, «Лаціо» продовжував перебувати приблизно на тому ж рівні. Однак, клуб довго не мав нормального стадіону, поки в 1953 році не став використовувати разом з «Ромою» муніципальний «Стадіо Олімпіко».
Перший серйозний успіх прийшов до «бьянкочелесті» в 1958 році, коли вони виграли Кубок Італії, перемігши у фіналі «Фіорентину» з рахунком 1:0. Однак, вже через три роки у сезоні 1960-61 команда займає останнє місце в Серії А і понижується у класі. До того ж цього року «Фіорентина» взяла впевнений реванш у фіналі Кубка Італії (2:0).
1963 року «Лаціо» таки повертається до Серії А, посівши друге місце в Серії В. Проте повторне перебування в еліті виявилося недовгим, і за підсумками сезону 1966-67 «Лаціо» з 15 місця знову вилітає в Серію В, причому лише на одне очко римляни відстали від рятівного 14 місця, на якому залишилась «Брешія».
Через два роки римляни знову повертаються в еліту, цього разу вигравши Серію В, але у сезоні 1970-71 знову вилетіла до другого дивізіону. Крім того в цей же рік клуб здобув і трофей — Кубок Альп — міжнародний турнір, в якому брали участь команди з країн альпійського регіону. Ця перемога стала останньою для італійських клубів у цьому турнірі аж до моменту його закриття в 1987 році.

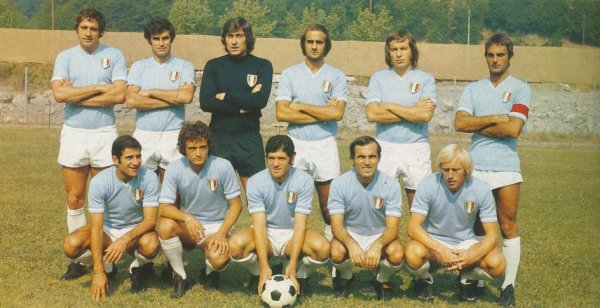
«Лаціо» у своєму першому чемпіонському сезоні 1973-74

1972 року «Лаціо» знову повертається в Серію А і відразу стає претендентом на Скудетто: команда втратила чемпіонство в останньому турі, поступившись вдома «Наполі». Цим скористався «Ювентус», який і обійшов римлян. Незважаючи на це команда не здалась і у наступному сезоні 1973-74 «орли» здобули перше скудетто, достроково ставши чемпіонами. У тій команді грали такі футболісти як Джузеппе Вілсон, Феруччо Маццола та Джорджо Кіналья, який став найкращим бомбардиром того чемпіонату). В тому році команда повинна була дебютувати в Кубку європейських чемпіонів, але була дискваліфікована УЄФА на один рік через інцидент між уболівальниками «Лаціо» і «Іпсвіча» в Кубку УЄФА у минулому сезоні.
Несподівано після двох феєричних сезонів «Лаціо» знову стає середняком чемпіонату, а в 1980 році разом з «Міланом» було відправлено у Серію В за участь в договірних матчах. Там команда теж не продовжує показувати якісний футбол і у 1982 році навіть фінішує аж на 11 місці. Однак роком пізніше піднімається на друге місце і повертається в Серію А, у якій в сезоні 1984-85 займає передостаннє місце і знову вилітає до Серії В. В сезоні 1986-87 команда ледь не опустилася ще нижчу: фінішувавши в Серії В на 16 місці, «Лаціо» лише в стикових матчах зуміло уникнути пониження в Серію С. Це послужило своєрідним сигналом і в наступному році, консолідувавши всі спортивні та фінансові зусилля, «орли» з третього місця вийшли в Серію А.
В 1992 році господарем та президентом клубу став відомий в Італії фінансист та банкір Серджіо Краньотті. З цього моменту починається найуспішніша сторінка в історії клубу: команда постійно займає місця у першій третині турнірної таблиці, а у сезоні 1997-98 років бере другий в своїй історії Кубок Італії, а також доходить до фіналу Кубка УЄФА, програний «Інтеру» з Роналду. 1999 року «Лаціо» стає володарем останнього в історії Кубка володарів кубків, обігравши в фіналі іспанську «Мальорку», та першого для себе Суперкубка Італії.

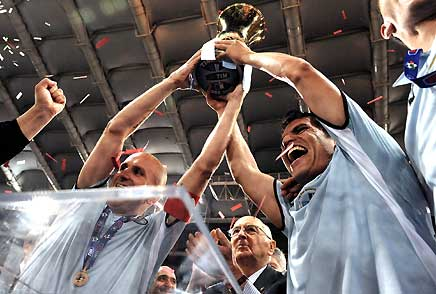
Футболісти «Лаціо» святкують перемогу в кубку Італії 2009 року

2000 року «Лаціо» зробив перший і єдиний в своїй історії золотий дубль: крім чемпіонства, бьянкочелесті виграли третій Кубок країни, а також стали володарями Суперкубка УЄФА, перемігши з рахунком 1:0 легендарний «Манчестер Юнайтед» Алекса Фергюсона. Наступного року був узятий другий Суперкубок Італії -останній трофей епохи Краньотті. За час правління цього президента «Лаціо» виграв більше трофеїв, ніж за всю свою попередню історію. Авторами цих успіхів були тренери Діно Дзофф та Свен-Йоран Ерікссон, а також такі легендарні футболісти, як Лука Маркеджані, Алессандро Неста, Крістіан Вієрі, Хуан Себастьян Верон, Ален Бокшич, Марсело Салас, Роберто Манчіні, Дієго Сімеоне, Павел Недвед, Деян Станкович, Сімоне Індзагі, Фабріціо Раванеллі, Матіас Алмейда, Фернанду Коуту, Нестор Сенсіні, Джузеппе Фаваллі, Джузеппе Панкаро та ін.
В 2003 році Краньотті потрапив під слідство із звинуваченнями у навмисному банкрутство свого концерну Cirio і був засуджений до дев'яти років позбавлення волі. «Лаціо» перейшов в руки банківської групи Capitalia та президента компанії Уго Лонго, які ледь не довели клуб до банкрутства. Незважаючи на це команда змогла виграти Кубок Італії 2004 року.
У липні 2004 року клуб придбав римський бізнесмен Клаудіо Лотіто, який поступово налагодив фінансове становище та спортивні результати. В 2006 році «Лаціо» піднявся до єврокубкового 6 місця, але був позбавлений тридцяти очок через справу Кальчополі і внаслідок опинився на 16 місці, ледь не вилетівши в Серію В. Наступного сезону, попри мінус три очки на старті сезону, клуб займає підсумкове третє місце і в сезоні 2007-08 вперше за довгі роки грає в Лізі чемпіонів, де займає останнє місце в групі з «Реалом», «Олімпіакосом» і «Вердером»). В 2009 і 2010 роках відповідно клуб здобуває Кубок та Суперкубок Італії, які стають першими трофеями епохи Лотіто.
У сезоні 2012-13 команда певний час йшла на другому місці, але не витримала боротьби і фінішувала на сьомому місці, але виграла свій п'ятий кубок Італії, обігравши у фіналі у надпринциповому Римському дербі «Рому» з рахунком 1-0.
З 2016 року головним тренером команди став Сімоне Індзагі, який був гравцем команди упродовж 9 сезонів з 1999 по 2010 роки. За 5 сезонів співпраці із Індзагі-молодшим римляни жодного разу не потрапляли до трійки призерів Серії А. Утім, команда здобула Кубок (2019) та Суперкубок Італії (2017, 2019). 3 червня 2021 року Сімоне Індзагі залишив "Лаціо" та прийняв пропозицію міланського "Інтера". Через тиждень римлян очолив Мауріціо Саррі, який підписав із командою дворічний контракт.

## Кращі бомбардири
Станом на 6 березня 2022
| №   | Гравець           | Роки             | Г   |
| --- | ----------------- | ---------------- | --- |
| 1.  | Чіро Іммобіле     | 2016-н.ч.        | 175 |
| 2.  | Сільвіо Піола     | 1934-1943        | 145 |
| 3.  | Джузеппе Сіньорі  | 1992-1998        | 127 |
| 4.  | Джорджо Кіналья   | 1975-1985        | 125 |
| 5.  | Бруно Джордано    | 1975-1985)       | 108 |
| 6.  | Томмазо Роккі     | 2004-2013        | 105 |
| 7.  | Альдо Пуччінеллі  | 1940-43, 1945-55 | 76  |
| 8.  | Ренцо Гарласкеллі | 1972-1982        | 66  |
| 9.  | Горан Пандєв      | 2004-2009        | 64  |
| 10. | Мірослав Клозе    | 2011-2016        | 63  |

## Уболівальники

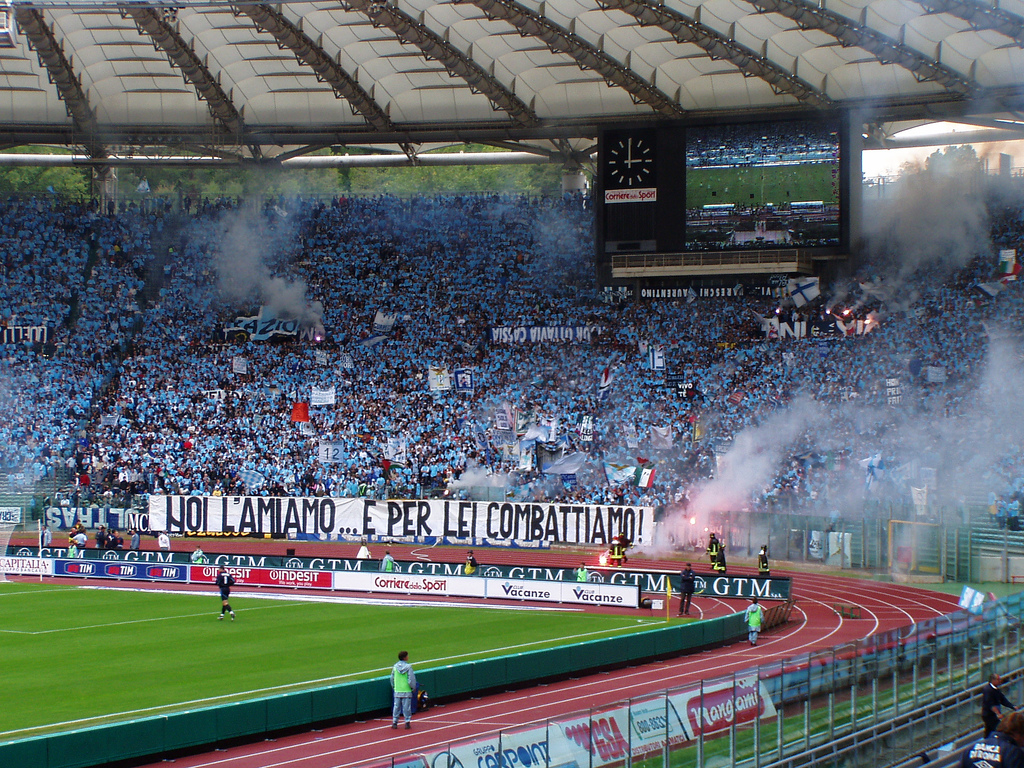
Трибуни ультрас «Лаціо»

«Лаціо» — один із найпопулярніших футбольних клубів Італії. Ультрас клубу на домашніх матчах розташовуються на Північній трибуні (італ. Curva Nord) римського «Стадіо Олімпіко». Найпринциповішим суперником є інших римський клуб — «Рома». Римське дербі за участю цих команд завдяки своїй напрузі та принциповості відоме у всьому світі.
Фанати «Лаціо» переважно мають ультраправі погляди, підтримують дружні стосунки з уболівальниками «Інтера», «Верони», «Челсі» та «Реала Мадрид». Неприязно ставляться до ультрас «Роми», «Наполі», «Мілана», низки інших команд, а також клубів, чиї фанати мають ліві погляди — «Ліворно» та «Модена».

## Досягнення
Чемпіонат Італії:
- Чемпіон (2): 1973-74, 1999-00
- Віце-чемпіон (7): 1912-13, 1913-14, 1922-23, 1936-37, 1994-95, 1998-99, 2022-23

Кубок Італії:
- Володар (7): 1958, 1998, 2000, 2004, 2009, 2013, 2019
- Фіналіст (3): 1961, 2015, 2017

Суперкубок Італії:
- Володар (5): 1998, 2000, 2009, 2017, 2019

Кубок Кубків:
- Володар (1): 1998/99

Суперкубок УЄФА:
- Володар (1): 1999

Кубок УЄФА:
- Фіналіст: 1997/98

## Склад команди
Станом на 19 лютого 2025
| №  | Поз. | Нац.       | Гравець                                 |
| -- | ---- | ---------- | --------------------------------------- |
| 2  | ЗХ   | Франція    | Самюель Жиго                            |
| 3  | ЗХ   | Італія     | Лука Пеллегріні (в оренді з «Ювентуса») |
| 4  | ЗХ   | Іспанія    | Патріс                                  |
| 5  | ПЗ   | Уругвай    | Матіас Весіно                           |
| 6  | ПЗ   | Італія     | Ніколо Ровелла (в оренді з «Ювентуса»)  |
| 7  | ПЗ   | Нігерія    | Фісайо Деле-Баширу                      |
| 8  | ПЗ   | Франція    | Маттео Гендузі                          |
| 9  | НП   | Іспанія    | Педро                                   |
| 10 | ПЗ   | Італія     | Маттія Дзакканьї (капітан)              |
| 11 | НП   | Аргентина  | Валентин Кастельянос                    |
| 13 | ЗХ   | Італія     | Алессіо Романьйолі                      |
| 14 | НП   | Нідерланди | Тіджані Нослін                          |
| 18 | НП   | Данія      | Густав Ісаксен                          |
| 19 | НП   | Сенегал    | Булай Діа                               |

| №  | Поз. | Нац.       | Гравець            |
| -- | ---- | ---------- | ------------------ |
| 20 | НП   | Франція    | Лум Чауна          |
| 21 | ПЗ   | Марокко    | Реда Белах'ян      |
| 23 | ЗХ   | Албанія    | Ельсеїд Хюсай      |
| 25 | ЗХ   | Данія      | Олівер Провстгор   |
| 26 | ПЗ   | Хорватія   | Тома Башич         |
| 27 | ПЗ   | Німеччина  | Арійон Ібрагімович |
| 28 | ПЗ   | Італія     | Андре Андерсон     |
| 29 | ПЗ   | Італія     | Мануель Лаццарі    |
| 30 | ЗХ   | Португалія | Нуну Тавареш       |
| 34 | ЗХ   | Іспанія    | Маріо Хіла         |
| 35 | ВР   | Греція     | Хрістос Мандас     |
| 77 | ЗХ   | Чорногорія | Адам Марушич       |
| 94 | ВР   | Італія     | Іван Проведель     |